# Čching-jang (Kan-su)
Čching-jang (čínsky pchin-jinem Qìngyáng, znaky zjednodušené 庆阳, tradiční 慶陽) je městská prefektura v Čínské lidové republice. Leží na východě provincie Kan-su, má rozlohu 27 119 čtverečních kilometrů a při sčítání lidu v roce 2010 v ní žilo přes dva miliony obyvatel.

## Poloha
Čching-jang tvoří severovýchodní výběžek provincie Kan-su, v rámci provincie sousedí pouze na jihu s Pching-liangem. Na jihovýchodě sousedí se Sien-jangem, na severovýchodě s Jen-anem a na severu s Jü-linem (vše provincie Šen-si), dále pak na severozápadě s Wu-čungem a na západě s Ku-jüanem (obojí provincie Ning-sia).

## Administrativní členění
Městská prefektura Čching-jang se člení na osm celků okresní úrovně, a sice jeden městský obvod a sedm okresů.
| městský obvod · Si-feng okres · Čching-čcheng okres · Chuan okres · Chua-čch’ okres · Che-šuej okres · Čeng-ning okres · Ning okres · Čen-jüan |        |                       |                    |                                  |
| Název | Název  | Počet obyvatel (2020) | Rozloha km² (2020) | Hustota zalidnění (obyv. na km²) |
| český přepis | znaky  | Počet obyvatel (2020) | Rozloha km² (2020) | Hustota zalidnění (obyv. na km²) |
| Městský obvod |        |                       |                    |                                  |
| Si-feng | 西峰区 | 513 856               | 999                | 515                              |
| Okresy |        |                       |                    |                                  |
| Čching-čcheng | 庆城县 | 235 154               | 2 690              | 87,4                             |
| Chuan | 环县   | 304 687               | 9 218              | 33,1                             |
| Chua-čch’ | 华池县 | 119 346               | 3 800              | 31,4                             |
| Che-šuej | 合水县 | 135 908               | 2 932              | 46,4                             |
| Čeng-ning | 正宁县 | 173 243               | 1 329              | 130                              |
| Ning | 宁县   | 336 316               | 2 654              | 127                              |
| Čen-jüan | 镇原县 | 361 206               | 3 501              | 103                              |
| |        |                       |                    |                                  |
| Celkem | Celkem | 2 179 716             | 27 120             | 80,4                             |